# Infirmier spécialiste clinique
Un infirmier spécialiste clinique est un infirmier spécialisé dans la recherche clinique infirmière. Son champ d'action s'étend principalement autour de la promotion de la qualité des soins infirmiers ou de promotion de la science infirmière.

## Missions
Le champ d'action de l'infirmier spécialiste clinique est orienté vers l'évaluation clinique d'une personne ou d'une population, ou d'une situation particulière impliquant des soins infirmiers.
Par ses compétences, l'infirmier spécialiste clinique peut prendre un rôle d'expertise ou d'enseignement en matière de qualité des soins prodigués, ou d'évaluation de situations complexes. Il peut prendre le rôle de superviseur dans l'analyse de pratique professionnel ou dans le contexte d'une supervision. En tant qu'expert, il peut être le promoteur d'un programme d'évaluation ou d'amélioration des soins au sein d'une structure de soins.

## Formation
Les formations de spécialisation peuvent varier en fonction des systèmes de santé par pays. Généralement la formation est accessible aux personnes titulaires d'un titre ou diplôme en soins infirmiers.
À titre d'exemple, dans les années 2000, en France, il n'existe pas de statut spécifique à cette profession selon la grille indiciaire de la fonction publique d'État. Contrairement au diplôme d'État ou aux diplômes des spécialités IBODE, IADE ou infirmier en puériculture, le diplôme de spécialiste clinique n'est pas réglementé sur le plan national selon le Code de la santé publique. Il existe une formation d'infirmier clinicien qui est dispensée par des écoles privées, et généralement accessible aux personnes titulaires d'un diplôme d'État d'infirmier après un certain nombre d'années d'exercice. La formation se déroule en deux temps : l'obtention d'un certificat d'approfondissement à la démarche clinique infirmière (CADCI), puis en une formation finale, nommée niveau 2.
Depuis 2009, Il existe un Master de Sciences Cliniques en Soins Infirmiers organisé par l'université de Marseille afin de former des Infirmiers en Pratiques Avancées. En 2011, un deuxième Master a vu le jour, il est organisé par l'université de Saint-Quentin-en -Yvelines et forme des Infirmiers Spécialistes Cliniques.
En Suisse, la formation à la spécialité est incluse dans un programme universitaire dispensé par les Hautes écoles spécialisées et est sanctionnée à terme d'un titre de diplôme Universitaire post-grade type bachelor ou master.
Aux États-Unis ou au Canada, la formation est réglementée et sanctionne l'obtention soit d'un Doctorate soit d'un Master et d'un titre CNSs (D.N.Sc. ou DNP).

## Historique
Le métier et les missions de l'infirmier spécialiste clinique s'inspirent originellement de la mouvance nord-américaine du programme de développement de la profession infirmière par la spécialisation (APN — Advanced Practice Nurse) dans la fin des années 1980. Pour définir les missions de l'infirmier spécialiste clinique, ce programme s'est inspiré de l'exercice spécifique des infirmières en unités de soins intensifs à qui un rôle d'expertes était dévolu de par leur expérience professionnelle dans les soins aigus.